# Praxisgebühr

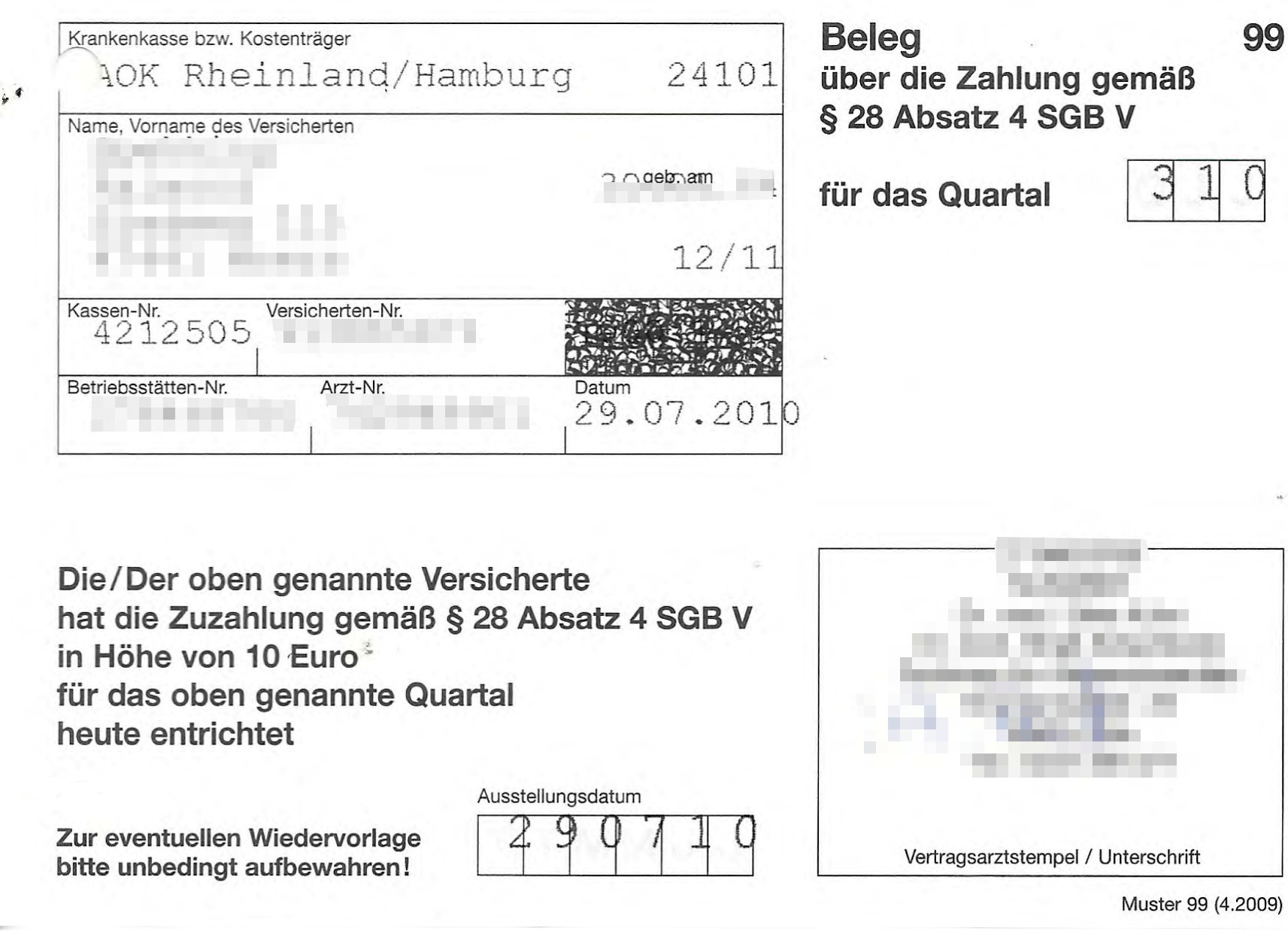
Beleg über die Zahlung gemäß § 28 Absatz 4 SGB V, 2010

Die Praxisgebühr ist die Bezeichnung für eine von 2004 bis Ende 2012 erhobene Zuzahlung in Höhe von 10 Euro, die die Versicherten in der gesetzlichen Krankenversicherung (GKV) in Deutschland bei Arzt-, Zahnarzt- oder Psychotherapeutenbesuchen sowie im kassenärztlichen Notdienst (ärztlicher Notdienst oder Notaufnahme eines Krankenhauses) einmal im Quartal (Vierteljahr) entrichten mussten. Sie kam unmittelbar den Krankenkassen zugute. Sie wurde deshalb auch Kassengebühr genannt. Ab 1. Januar 2013 entfiel die Praxisgebühr ersatzlos.
Rechtlicher Hintergrund und Verfahrensweise bei beihilfeberechtigten Patienten siehe unter Zuzahlungspflicht.

## Gesetzliche Grundlage
Grundlage der Erhebung war § 28 Abs. 4 Fünftes Buch Sozialgesetzbuch (SGB V), geändert durch das Gesetz zur Modernisierung der gesetzlichen Krankenversicherung vom 14. November 2003 sowie durch Vertragsarztrechtsänderungsgesetz (VÄndG) vom 22. Dezember 2006. Die Höhe der Zuzahlung ergab sich aus § 28 Abs. 4 Satz 1 SGB V i. V. m. § 61 Satz 2 SGB V.
Am 25. Juni 2009 hat das Bundessozialgericht entschieden, dass die Praxisgebühr nicht gegen verfassungsrechtlich geschützte Rechte der Patienten verstößt.

## Ziele
Ziele der Praxisgebühr waren:
- Stärkung der Eigenverantwortung der Versicherten für ihre Gesundheit: Bei Bagatellfällen (z. B. Schramme oder blauer Fleck nach leichter Verletzung, leichte Erkältung) sollte nicht gleich ein Arzt aufgesucht werden.
- Reduzierung der „Selbstüberweisungen“: Die Versicherten sollten Fachärzte mit vergleichsweise teuren Behandlungen möglichst nur nach Überweisung durch den Hausarzt aufsuchen, weil dieser sachverständig für die Auswahl eines geeigneten Fachkollegen sei.
- Kurzfristige finanzielle Entlastung der gesetzlichen Krankenversicherung: Das Bundesgesundheitsministerium hoffte auf zusätzliche Einnahmen und Einsparungen von 2,6 Milliarden Euro jährlich.

## Zuzahlungspflicht
Zuzahlungspflichtig waren alle Versicherten der gesetzlichen Krankenkassen, die mindestens 18 Jahre alt waren und sich in ambulante ärztliche, zahnärztliche oder psychotherapeutische Behandlung begaben, sofern diese Leistung bei der Krankenkasse abgerechnet werden sollte.
Im Umkehrschluss entfiel die Praxisgebühr bei Selbstzahlern, Privatversicherten sowie Kostenträgerschaft anderer Sozialversicherer, ebenso bei Beamten, Soldaten und Zivildienstleistenden mit dienstherrlicher Heilfürsorge. Beihilfeberechtigten Personen wurden bei vielen Dienstherren jedoch 40 € pro Jahr (entspricht 10 € pro Quartal) von den beihilfefähigen Aufwendungen abgezogen (sog. Kostendämpfungspauschale), auch dann, wenn sie nur in einem Quartal einen Arzt aufgesucht haben. Das Verwaltungsgericht Göttingen hat die derzeitigen Beihilferegelungen für unvereinbar mit höherrangigem Recht erklärt. Dagegen wurde Sprungrevision beim Bundesverwaltungsgericht eingelegt. Nach dem Urteil des Bundesverwaltungsgerichtes vom 30. April 2009 mussten auch Beamte die Praxisgebühr entrichten, indem sie von Beihilfeleistungen abgezogen wurde.
Jegliche Formen gesetzlich geregelter Vorsorgeuntersuchungen waren von der Zuzahlung ausgeschlossen. Dies galt auch für eine zahnärztliche Vorsorgeuntersuchung, zu der unter anderem auch die Zahnsteinentfernung gehört (siehe hierzu weiter unten). Diese Regelung galt nicht für Beamte vieler Dienstherren, da deren Beihilfevorschriften keine Unterscheidung zwischen Vorsorgeuntersuchungen und anlassbezogenen ärztlichen Behandlungen  vorsieht. Beihilfeberechtigten Beamten wurde mithin auch dann nur ein um 10,- Euro gekürzter Rechnungsbetrag erstattet, wenn sie eine Vorsorgeuntersuchung in Anspruch genommen hatten.
Ferner wurde keine Praxisgebühr bei Arztbesuchen erhoben, bei welchen die gesetzliche Unfallversicherung (z. B. Arbeitsunfälle, Berufskrankheiten) oder ein anderer Träger der gesetzlichen Sozialversicherung Kostenträger war.
Die Praxisgebühr fiel in der Regel nur einmal im Quartal beim ersten Arztbesuch an. Sie wurde durch die Beihilfestellen des Bundes und von einigen Beihilfestellen der Länder (z. B. Bayern) vom auszuzahlenden Betrag abgezogen. Die Regelung, dass die Gebühr nur einmal pro Quartal anfiel, wurde erst am 1. Juli 2004 eingeführt.
Für die weiteren notwendigen Arztkontakte in demselben Quartal beim selben Arzt wurde keine weitere Gebühr fällig. Arztkontakte bei weiteren Ärzten in dem betreffenden Quartal waren gebührenfrei, wenn man eine Überweisung für diesen Arzt vorlegen konnte und der Arzt zur selben „Behandlungsklasse“ gehörte. Dabei gab es folgende „Behandlungsklassen“:
- niedergelassene Ärzte
- Notdienste
- Psychotherapeutische Behandlung
- Zahnärzte

Überweisungen von Ärzten zu Zahnärzten und umgekehrt von Zahnärzten zu Ärzten überkreuzten die „Behandlungsklassen“; also musste die Praxisgebühr erneut bezahlt werden. Eine erneute Zahlung innerhalb eines Quartals ergab sich auch dann, wenn Patienten einen Facharzt ohne Überweisungsschein aufsuchten.
Im ungünstigsten Fall musste ein Patient in einem Quartal 30 € an Praxisgebühren zahlen, wenn er bei einem Arzt, einem Zahnarzt und im Notdienst war. Daraus ergab sich maximal nicht vermeidbare 120 € pro Jahr und Person. Der Betrag konnte auch höher ausfallen, wenn keine Überweisungen eingesetzt wurden; dann war die Gebühr pro Quartal für jeden praxisgebührpflichtigen Arztbesuch bei einem weiteren Arzt zu entrichten.

### Postbeamtenkrankenkasse
Seit dem 1. Januar 2004 fiel auch für Mitglieder der Postbeamtenkrankenkasse die Praxisgebühr an. Diese wurde allerdings nicht durch die Kassenärztlichen Vereinigungen abgerechnet, sondern direkt vom Versicherten in der Abrechnung entweder durch Begleichung des Betrages mit einem Zahlschein (Mitgliedergruppe A), durch Minderung der Beihilfe (Mitgliedergruppe B) oder Minderung des Erstattungsbetrages (alle übrigen Mitgliedergruppen und Mitgliedergruppe A alternativ).

### Krankenversorgung der Bundesbahnbeamten
Mitglieder der Krankenversorgung der Bundesbahnbeamten mussten ebenfalls seit dem 1. Januar 2004 die Praxisgebühr entrichten. Allerdings wurde die Praxisgebühr bei der Erstattung in Abzug gebracht. Hatte allerdings ein Mitglied oder ein mitversicherter Angehöriger die Belastungsgrenze für Eigenanteile erreicht, wurde die Praxisgebühr nicht weiter in Abzug gebracht.

## Nichterhebung

### Nichterhebung bei bestimmten Versorgungsmodellen
Viele Krankenkassen boten eine Befreiung von der Praxisgebühr oder eine Erstattung der Praxisgebühr an, wenn an bestimmten Versorgungsangeboten, (z. B. Disease-Management-Programmen oder Hausarztmodellen) teilgenommen wurde. Die Regelungen waren dabei von Kasse zu Kasse unterschiedlich. Bis zum Auslaufen der Praxisgebühr wurden bei vielen Kassen die Befreiungen auch wieder abgeschafft, insbesondere ab dem Jahr 2010. Die Nichterhebungen führten insbesondere bei einkommensschwachen Versicherten zu einer monetär bedingten Einschränkung der freien Arztwahl.

### Nichterhebung beim Arzt
Alle Vorsorgeuntersuchungen und einige Schutzimpfungen waren von der Praxisgebühr ausgenommen; so fiel bei Vorsorgeuntersuchungen in der Schwangerschaft und zur Krebsfrüherkennung keine Praxisgebühr an. Diese Vorsorgeuntersuchungen waren jedoch von den Krankenkassen nur beschränkt praxisgebührfrei.
Ist der Arzt, bei dem die Praxisgebühr im laufenden Quartal schon bezahlt wurde, im Urlaub, so wurde die Praxisgebühr beim Vertreter unter Vorlage der Quittung, welche dann per Stempel entwertet wurde, ebenfalls nicht erhoben.

### Nichterhebung beim Zahnarzt
Im Zusammenhang mit der zahnärztlichen Vorsorgeuntersuchung (einmal je Kalenderhalbjahr) waren auch Sensibilitätsprüfung, Röntgen, Erstellung eines parodontalen Screening-Indexes (PSI) und Zahnsteinentfernung (einmal je Kalenderjahr) von der Praxisgebühr befreit.

### Nichterhebung aus anderen Gründen
Für alle Leistungen, welche direkt mit dem Patienten abgerechnet werden („privatärztliche Leistungen“) fiel keine Gebühr an.
Wurden Leistungen von der jeweiligen gesetzlichen Unfallversicherung in Anspruch genommen, z. B. nach einem  Arbeits- oder Schulunfall oder bei der Behandlung einer Berufskrankheit, fiel keine Gebühr an, da dann keine Krankenkasse Kostenträger war. War der Rentenversicherungsträger Leistungsträger, so fiel ebenfalls keine Gebühr an.

### Ausnahmetatbestände
Bei folgenden Konstellationen musste die Praxisgebühr nicht gezahlt werden:
- Ausschließliche Inanspruchnahme von reinen Vorsorgeleistungen oder Impfungen (hierbei waren keine Überweisungen oder Beratungen möglich)
- Kassenwechsel im laufenden Quartal
- Befreiung von der Zuzahlung nachgewiesen
- Keine Erhebung der Praxisgebühr, da eine Quittung über die bereits gezahlte Praxisgebühr vorgelegt und entwertet wurde (Fälle des § 18 Abs. 6 und 7 BMV-Ä bzw. § 21 Abs. 6 und 7 EKV)
- Keine erneute Erhebung der Praxisgebühr bei arztpraxisübergreifender Behandlung durch denselben Arzt bzw. Therapeuten
- der Kostenerstattung gemäß § 13 SGB V durch den Patienten im laufenden Quartal (Nachweis der Krankenkassen hat vorgelegen)
- Vertretung in der Schwangerenvorsorge

#### Unklare Tatbestände
- Patient zahlte im Notdienst, ließ sich dann vom selben Arzt in dessen Praxis weiterbehandeln, keine erneute Zahlung der Praxisgebühr.
- Patient traf im Notdienst auf seinen Hausarzt, bei dem er bereits gezahlt hatte, keine erneute Zahlung der Praxisgebühr.
- Patient wurde vom behandelnden Arzt mit Überweisung in den kassenärztlichen Notdienst geschickt, damit z. B. am Wochenende eine tägliche Infusionsserie fortgesetzt werden kann, hier wurde die Praxisgebühr fällig. Überweisungen zählten im Notdienst (Wochenende, Feiertage etc.) nicht.

## Quittungsbeleg

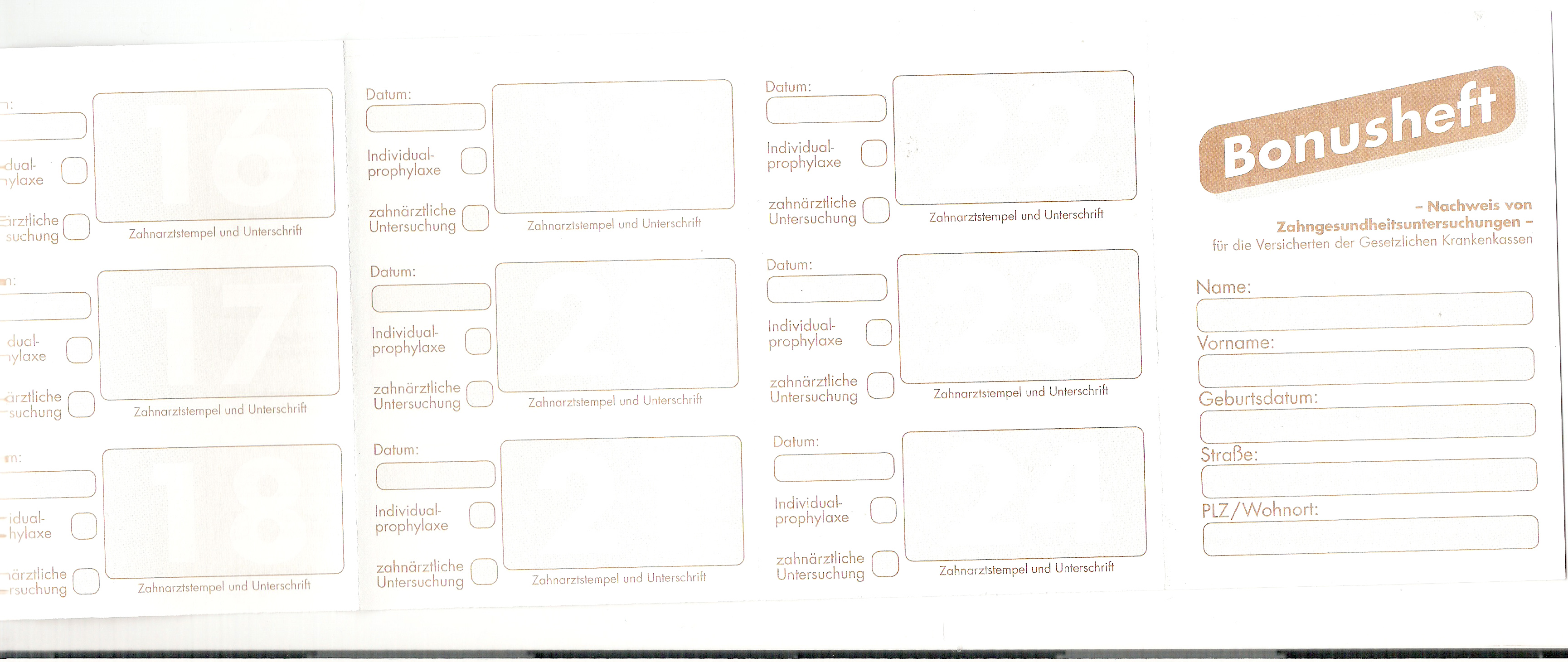
Bonusheft (Vorderseite)

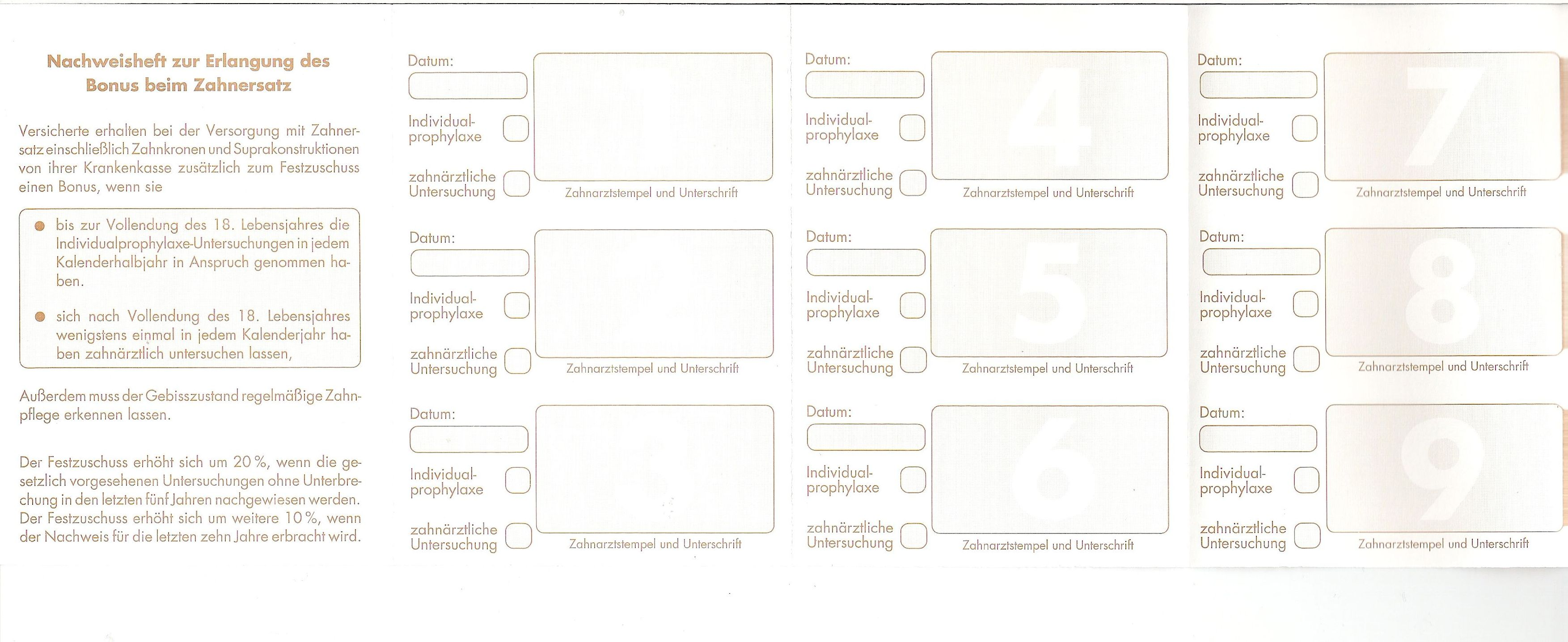
Bonusheft (Rückseite)

Wichtig war die Dokumentation der gezahlten Praxisgebühr durch das Sammeln der Quittungen, insbesondere auch wegen der Zuzahlungs- und Belastungsobergrenzen.
Beim Zahnarztbesuch musste das sogenannte Bonusheft weiterhin abgestempelt werden, da die Quittungen über beim Zahnarzt bezahlte Praxisgebühren nicht als Nachweis für Prophylaxe und regelmäßige Vorsorge anerkannt wurden.

## Besonderheiten und Erfahrungen
Der erste Arztkontakt im Quartal sollte also in der Regel bei dem Arzt stattfinden, bei dem man regelmäßig in Behandlung war. Dieser Arzt konnte dann Überweisungen für die notwendigen anderen Arztbesuche ausstellen. Für den Zahnarztbesuch war eine separate Praxisgebühr von 10 € pro Quartal fällig, sofern es sich nicht um eine Vorsorgeuntersuchung handelte.
Beim Besuch eines Psychologischen Psychotherapeuten wurde jedoch eine separate Praxisgebühr nicht erhoben, falls die Überweisung eines Arztes aus demselben Quartal vorgelegt wurde. Falls in einem Quartal zuerst ein Psychologischer Psychotherapeut (PP) aufgesucht wurde, stellte dieser, da er keine Überweisung ausstellen konnte, eine Quittung über die bezahlte Praxisgebühr aus. Diese Quittung befreite von einer weiteren Zahlungspflicht bei dem ersten folgenden Arztbesuch in demselben Quartal.

## Einzug der Gebühr
Die Praxisgebühr wurde zunächst durch die Kassenärzte eingezogen; zahlte der Patient nicht, konnte der Arzt eine spezielle Ziffer für die Kassenabrechnung eintragen, damit die Praxisgebühr nicht mit dem ärztlichen Honoraranspruch verrechnet wurde. Da die Praxisgebühr für die Kassenärzte nicht nur als eine zusätzliche bürokratische Belastung gesehen wurde, sondern auch noch Patienten von der Behandlung abschreckte, wurde sie von sehr vielen Ärzten/Zahnärzten abgelehnt. Bis vor einiger Zeit prognostizierte eine andere Gruppe von Ärzten für sich einen Anstieg des Punktwertes ihrer nach dem Einheitlichen Bewertungsmaßstab vergüteten ärztlichen Leistungen dank des Rückgangs der Patientenzahl um etwa 8 %. Dieser erhoffte Effekt brachte sie zumindest zeitweilig auf die Seite der Befürworter der Praxisgebühr in der GKV. Mittlerweile wurde das Abrechnungssystem allerdings auf Pauschalen umgestellt; einen Punktwert gab es nicht mehr.
Mit zusätzlichem Aufwand für die Ärzte verbunden war auch das Ausstellen der Quittung für die Praxisgebühr und das zusätzliche Bargeld in der Praxis, für das wegen der Einbruch- und Diebstahlgefahr oft auch noch ein Tresor angeschafft werden musste. Besonders bei untypischen Fällen und irregulären Abläufen ergab sich oft ein zeitaufwendiger Klärungs- und Erklärungsbedarf. Auch die Abgrenzung zu Vorsorgeuntersuchungen und Behandlungen war verwaltungstechnisch nicht befriedigend zu lösen. So stand beispielsweise im zahnärztlichen Bereich bei Beginn der Vorsorgeuntersuchung noch gar nicht fest, ob nicht doch eine kleine Karies gefunden würde, die gleich versorgt werden konnte und damit zur Fälligkeit einer Praxisgebühr führte.
Kassieren, Quittieren, Dokumentieren in der EDV und separat noch in ein Kassenbuch für den Steuerberater eintragen, abendliches Bargeldzählen, Kassenabrechnung kontrollieren auf Differenzen bei der Kassengebührsumme, Ausdrucken der Liste aller gezahlten Patienten und händischer Vergleich mit der Liste von der Kassenärztlichen Vereinigung – die Kosten für diese zusätzlich von der Arztpraxis zu leistende Verwaltungsarbeit wurden auf bis zu 5 Euro pro Fall geschätzt.
Eine Variante der Erhebung der Praxisgebühr wurde vonseiten der Kassen jedoch abgeblockt: die direkte Verrechnung mit den Krankenkassenbeiträgen. Den Kassen waren die Arztbesuche ihrer Mitglieder bekannt. Es wäre daher für jede Kasse möglich gewesen, nach einem abgerechneten Quartal von jedem Mitglied entsprechend der Arztnutzung, differenziert nach Notdienst, Zahnarzt oder Arzt die Praxisgebühren mit auf die Folgeabrechnung der Kassenbeiträge aufzuschlagen.

## Zuzahlungsgrenze und Belastungsobergrenzen
Die Praxisgebühr konnte unter besonderen finanziellen Bedingungen begrenzt werden, wenn dies bei der Krankenkasse beantragt wurde, denn es gab für alle Zuzahlungen eine Obergrenze: Die jährliche Selbstbeteiligung der Versicherten (dazu zählten neben der Praxisgebühr auch Zuzahlungen bei Arznei-, Heil- und Hilfsmitteln sowie die Zuzahlungen bei Krankenhausaufenthalten) durfte 2 % des Bruttoeinkommens nicht überschreiten. Für chronisch Kranke lag die Obergrenze bei 1 %. Auf Familien wurde besondere Rücksicht genommen: Freibeträge für Kinder und Ehepartner verminderten das zugrunde gelegte Bruttoeinkommen.
Allerdings setzen die Krankenkassen bei geringem Einkommen als fiktives Einkommen einen Mindestbetrag fest, der sich am Sozialsatz für den Haushaltsvorstand orientiert (derzeit 4.488 €). Von diesem Betrag wurden keine Freibeträge für Ehepartner und/oder Kinder abgezogen. Bei geringem, keinem oder negativem Einkommen ergaben sich also als Obergrenze der Selbstbeteiligung 89,76 € pro Jahr (bei der Krankenkasse nachgewiesener chronischer Krankheit 1 % = 44,80 €).
Der Sozialhilferegelsatz, der für die Berechnung des Mindestbetrages herangezogen wurde, erhöhte sich zum 1. Juli 2007 auf 347,00 €. Damit galt im Jahr 2008 eine fiktive Belastungsgrenze von 4.164,00 € (12 × 347,00 €) und für das Jahr 2009 eine fiktive Belastungsgrenze von 4.212,00 €. Für chronisch Kranke jeweils 1 %, für nicht chronisch Kranke 2 %.

## Mahnung und Inkasso
Ein Arzt konnte die Behandlung verweigern, wenn die Praxisgebühr nicht bezahlt wurde, es sei denn, es lag ein lebensbedrohlicher Notfall vor.
Konnte die Praxisgebühr nicht sofort beim Arztbesuch kassiert werden, hatte die Praxis zwei Möglichkeiten die Patienten zur Zahlung aufzufordern:
1. War der Patient wach und ansprechbar, konnte er einen Beleg unterschreiben, wonach er sich verpflichtete, die Praxisgebühr innerhalb der gesetzlichen Frist von zehn Tagen zu überweisen.
2. Wurde, aus welchen Gründen auch immer, der Patient nicht gleich vor Ort zur Zahlung aufgefordert, musste ihm die Praxis eine schriftliche Zahlungsaufforderung senden. Auch hier wurde er aufgefordert, die Gebühr innerhalb von zehn Tagen zu überweisen.

Ließ der Patient diese Frist verstreichen, wurde nach einem Anhörungsschreiben mit Fristsetzung das Mahnverfahren von der Kassenärztlichen Vereinigung eingeleitet. Bewegte auch dieses den Patienten nicht zur Zahlung, musste die Kassenärztliche Vereinigung versuchen, das Geld zivilrechtlich einzutreiben.
Hier war allerdings zu beachten, dass aufgrund der Anwendbarkeit von öffentlichem Recht Mahn- und Schadensersatzansprüche zusätzlich zu einer verspätet bezahlten Praxisgebühr nicht bestanden. So wurde in einem Verfahren vor dem Sozialgericht Düsseldorf der Klage einer Kassenärztlichen Vereinigung gegen einen Patienten, der die Zahlung der Praxisgebühr verweigert hatte, nur hinsichtlich dieser 10 € stattgegeben, die Pflicht zur Erstattung der Mahn- und Portogebühren jedoch vom Gericht verneint. Das führte dazu, dass zumindest die Kassenärztliche Vereinigung Nordrhein den Ärzten empfahl, eine Behandlung ggf. abzulehnen, sofern es sich nicht um einen Notfall handelte.
Soweit eine Kassenärztliche Vereinigung die Gebühr nicht selbst gerichtlich geltend machte, übernahm die Krankenkasse selbst den Einzug der Gebühr, notfalls durch ein Inkassounternehmen.
Patienten konnten bei zu Unrecht geforderten Praxisgebühren, bspw. aufgrund falscher entscheidungserheblicher Tatsachen (z. B. Gebührenerhebung bei Vorsorgeuntersuchung), Klage beim Sozialgericht einlegen. Ein Widerspruchsverfahren war gesetzlich nicht vorgesehen (§ 43b Abs. 2 Satz 7 SGB V).

## Folgen der Praxisgebühr
Am 1. April 2005 schloss die Kassenärztliche Bundesvereinigung aus Stichprobenerhebungen für das Jahr 2004 auf einen nachhaltigen Rückgang der Patientenzahlen. Die Stichproben zeigten einen Rückgang um insgesamt 8,7 %. Insbesondere Augenärzte (−10,9 %), Chirurgen (−11,6 %), Gynäkologen (−15,1 %), Hals-Nasen-Ohren-Ärzte (−11,1 %), Hautärzte (−17,5 %) und Orthopäden (−11,3 %) wurden weniger besucht. Die Studie ließ allerdings offen, ob der Rückgang der Patientenzahlen vor allem auf den Verzicht von Arztbesuchen bei Bagatellfällen oder auf das Ausbleiben von sozial schwachen Patienten zurückzuführen war. Die Zahl der ambulanten Arztkontakte des statistisch durchschnittlichen Mitgliedes der Gesetzlichen Krankenversicherung in Deutschland lag laut einer Studie mit 16,3 pro Jahr im internationalen Vergleich weltweit vorne.
Grundlage für folgende Auswertungen waren Daten von 1,4 Millionen GEK-Versicherten in 8,3 Millionen Behandlungsfällen und mit 27 Millionen ICD-Diagnoseschlüsseln aus dem Jahr 2004. 91 % der Bevölkerung hatten mindestens einen Arztkontakt. 2/3 der deutschen Bevölkerung gehen mindestens einmal jährlich zum Hausarzt, im Schnitt jeder Einwohner 6,6-mal pro Jahr. 10 % der Versicherten weisen eine hohe Kontaktrate bei ambulanten Leistungen auf. Auf sie entfallen gut 1/3 aller Arztkontakte und 43 % der Behandlungskosten. 1 % der Versicherten verursacht ca. 13 % der Kosten. In Deutschland finden im Mittel 16 ambulante Arztkontakte statt. Im internationalen Vergleich befindet sich diese Zahl nur in Japan, der Slowakei, Tschechien und Ungarn auf ähnlich hohem Niveau.
Außerdem stieg seit Einführung der Praxisgebühr die Zahl der Überweisungen um über 40 % an. Patienten gingen aufgrund der Praxisgebühr tendenziell vermehrt zuerst zum Hausarzt, anstatt direkt den Facharzt aufzusuchen. Das entsprach der Steuerungsabsicht des Gesetzgebers, der zufolge erst der kostengünstigere Hausarzt aufgesucht werden sollte und erst von dort aus im begründeten Falle zu einem Facharzt zu überweisen war. Fachärzte werden in der Regel höher vergütet. Ein Hausarzt kann einschätzen, ob es der Behandlung durch einen Facharzt bedarf oder er selbst die Behandlung durchführen kann.
Der durch die Praxisgebühr verursachte Verwaltungsaufwand bei den Ärzten soll nach Angaben der Ärzte im Jahr 2004 8,3 Millionen Arbeitsstunden betragen haben.
Eine Gegenüberstellung mit der freiwerdenden Zeit, die durch die geringeren Patientenzahlen entsteht, wird in der Diskussion zumeist nicht vorgenommen, da sich hierdurch diese Zahl relativieren würde. Allerdings geht es hierbei nicht allein um die Arbeitszeit. Denn in der Zeit, die mit Verwaltungsaufgaben ausgefüllt war, konnte kein Honorar erwirtschaftet werden. Es erfolgte kein finanzieller Ausgleich für die allein den Krankenkassen zugute kommende zusätzliche Verwaltungsbelastung.
Durch die direkte Kassierung der Praxisgebühr gelangte ein Teil des ärztlichen Honorars zeitlich direkt zum Arzt und verminderte die Zinsbelastung des Arztes, da das Honorar durch die Krankenkasse (nach Abzug der Praxisgebühr) erst nach Abrechnungsfrist bezahlt wurde.
Eine nachhaltige Einsparwirkung zeigte sich nicht. Schon im Jahr 2007 wurden Fallzahlen genannt, die auf dem Niveau von 2003, dem Jahr vor der Einführung der Praxisgebühr, liegen. In den vier Jahren seit ihrer Einführung habe die Praxisgebühr der GKV etwa 6,5 Milliarden € Einnahmen verschafft.
Für das Jahr 2008 weist die im Jahr 2010 vorgestellte GEK-Studie sogar 18,1 Arztkontakte pro gesetzlich Versichertem auf, während es 2007 noch 17,7 waren. Es wird vermutet, dass angesichts der durchschnittlich 45 Patienten, die ein Arzt am Tag empfängt (d. h. rechnerisch nur 8 Minuten Behandlungsdauer pro Patient), zu wenig Zeit für die Konsultation bleibt und somit etliche Folgetermine notwendig sind. Laut Frankfurter Rundschau vom 20. Januar 2010 wollten Union und FDP „die Abgabe demnächst auf ihre "Steuerungswirkung" hin überprüfen. Auch Ärzteverbänden war die Gebühr wegen ihres bürokratischen Aufwands ein Dorn im Auge.“
Die Veränderungen in den Patientenströmen waren jedoch nicht über alle Einkommensschichten hinweg homogen.
Bereits 2005 wurde in einer von der Bertelsmann-Stiftung in Auftrag gegebenen Studie bemerkt, dass besonders Patienten aus einkommensschwachen Schichten Arztbesuche einsparten; ein negativer Effekt, der in der Zukunft gesundheitlich massive Auswirkungen haben könnte.
Für die Beihilfeträger war die Einführung der Praxisgebühr ein Anlass für Einschnitte ihrer Leistungen, sodass hier einerseits ein Spareffekt seitens der Öffentlichen Hand eingetreten ist, andererseits aber die Beihilfeberechtigten finanzielle Nachteile erfuhren.
Eine Studie der Kassenzahnärztlichen Bundesvereinigung (KZBV) hat im November 2013 gezeigt, dass die Zahl der Behandlungsfälle beim Zahnarzt seit Abschaffung der Praxisgebühr stark angestiegen ist. Die Zahlen lassen den Rückschluss zu, dass die 10-Euro-Gebühr viele gesetzlich Versicherte vom Zahnarztbesuch abgehalten hat. Aus Sicht der KZBV machen die Untersuchungsergebnisse deutlich, dass die Praxisgebühr von Anfang an überflüssig gewesen ist.

## Steuerliche Berücksichtigung
Gezahlte Praxisgebühren können in der Einkommensteuererklärung nicht als Sonderausgabe (Steuerrecht), aber als Außergewöhnliche Belastung geltend gemacht werden und sich ggf. steuermindernd auswirken. Steuermindernd wirken sie sich aber nur aus, wenn eine vom Gesamtbetrag der Einkünfte, Familienstand und Kinderzahl abhängige zumutbare Belastung überschritten wird. Wenn nicht andere außergewöhnliche Belastungen dazu kommen, wird sich die Praxisgebühr allein in der Regel steuerlich nicht auswirken. Der Bundesfinanzhof hat zudem im Juli 2012 klargestellt, dass gesetzlich Krankenversicherte die Gebühr auch nicht als Vorsorgeaufwendung steuerlich geltend machen können.

## Begriff
Der populäre Begriff „Praxisgebühr“ ist rechtlich nicht korrekt, da Gebühren nur durch Körperschaften des öffentlichen Rechts erhoben werden können. Korrekt wäre etwa eine Formulierung mit „Entgelt“ oder „Sonderzahlung“, „Selbstbehalt“ oder „Zuzahlung“.
Von ärztlicher Seite wird die Namensgebung der Praxisgebühr durch die Politik kritisiert. Da diese Gebühr den Krankenkassen weitergereicht wird, müsste sie korrekterweise „Kassengebühr“ heißen. Erst bei der Auszahlung der Arzthonorare von den Krankenkassen an die Kassenärzte wird die Gebühr verrechnet, so dass es zu keinem physischen Geldfluss der Gebühr zu den Kassen kommt. Der Name Praxisgebühr lässt unzureichend informierte Patienten vermuten, die Gebühr stelle eine zusätzliche Einnahme in der Praxis dar.

## Politische Entwicklung
Es gab seit langem Forderungen, die Praxisgebühr nicht pro Quartal, sondern pro Arztbesuch zu erheben, um Fehlanreize zu vermeiden. Um die Praxisgebühr nicht für mehrere Quartale zahlen zu müssen, warteten Versicherte mit dem Arztbesuch den Beginn eines Quartals ab und gingen ohne zwingend medizinische Notwendigkeit gegen Ende des Quartals nochmals zum Arzt.
Dieser Vorschlag wurde zum Beispiel 2006 von den Arbeitgeberverbänden der damaligen großen Koalition gemacht; sie wiederholten ihn im Juni 2010. Der Bundesgesundheitsminister lehnte die Forderung ab. Sie war 2010 unter anderem vom Vorsitzenden der CDU/CSU-Mittelstands- und Wirtschaftsvereinigung, Josef Schlarmann, erhoben worden. Er verwies darauf, dass der Deutsche im Durchschnitt achtzehnmal im Jahr zum Arzt gehe, dagegen ein Schwede weniger als dreimal im Jahr. In Schweden gibt es eine sozial abgefederte Praxisgebühr. Der Chef des Ärzteverbandes Hartmannbund, Kuno Winn (FDP), bezeichnete eine Selbstbeteiligung der Patienten pro Arztbesuch als richtig, aber die Praxisgebühr als zu bürokratisch: „Besser wäre prozentuale Selbstbeteiligung im Kostenerstattungssystem, natürlich sozial abgefedert für Chroniker und ärmere Menschen.“
Die Linksfraktion wandte sich von Anfang an gegen die Praxisgebühr und legte bereits 2006 einen Gesetzentwurf für ihre Abschaffung vor. Die Fraktion kritisierte, die mit der „Praxisgebühr mit vorangetriebene Teilprivatisierung gesundheitlicher Risiken trifft besonders ärmere Bevölkerungsgruppen“. Sie wiederholte die Forderung 2009, wo im Bundestag beantragt wurde, neben der Praxisgebühr auch alle anderen Zuzahlungen abzuschaffen sowie im März 2012, als nach den Aussagen von FDP-Politikern gegen die Praxisgebühr eine rechnerische Mehrheit im Bundestag für deren Abschaffung vorhanden war. Die FDP und die Union verhinderten danach im Gesundheitsausschuss die Abstimmung des Antrages.
Der SPD-Politiker Karl Lauterbach sagte, eine Praxisgebühr bei jedem Arztbesuch treffe die Falschen, „nämlich alte und arme Menschen“. Lauterbach befürwortet eine bessere Vorbeugung und Versorgung durch Hausärzte, um „überflüssige Behandlungen auszuschließen“.
Als im März 2012 die gute Finanzlage vieler gesetzlicher Krankenversicherungen bekannt wurde – sie erzielten einen Überschuss von 13,8 Milliarden Euro (nach 2,7 Milliarden Euro im Jahr 2010), nahm die FDP dies zum Anlass, eine Abschaffung der von ihr ohnehin wenig unterstützten Praxisgebühr zu fordern.
Am 9. März 2012 erklärte ebenso SPD-Generalsekretärin Andrea Nahles, dass ihre Partei sich für eine Abschaffung der Praxisgebühr ausspreche, da die erhoffte Steuerungswirkung „verpufft“ sei. Neue Kostenbeteiligungen seien nicht geplant. Am 28. März veröffentlichte die SPD-Bundestagsfraktion einen Antrag mit dem gleichen Ziel. Die SPD Nordrhein-Westfalens hat die Forderung nach einer Abschaffung der Praxisgebühr in ihr Wahlprogramm aufgenommen.
Die Nichtregierungsorganisation Campact begann im Oktober 2012 eine Unterschriften-Kampagne zur Abschaffung der Praxisgebühr.

## Abschaffung der Praxisgebühr
Am 9. November 2012 beschloss der Bundestag mit den Stimmen aller Fraktionen, die Praxisgebühr zum 1. Januar 2013 abzuschaffen.
Das Ziel der Praxisgebühr, die Zahl der Arztbesuche zu verringern und die Inanspruchnahme von Vertragsärzten zu strukturieren, sei nicht erreicht worden. Geringverdiener würden aber von notwendigen Arztbesuchen abgehalten. Die Praxisgebühr belaste einseitig die Patienten, die Zusatzeinnahmen seien gering und deckten nur knapp ein Prozent der Ausgaben der gesetzlichen Krankenversicherung. Die Praxisgebühr verursache dagegen unnütze Bürokratie.

### Basistarif
Die gesetzlichen Vorschriften über den Basistarif im Versicherungsaufsichtsgesetz (VAG) und im Versicherungsvertragsgesetz (VVG) haben auch schon vor der Abschaffung der Praxisgebühr durch das Assistenzpflegebedarfsgesetz niemals eine ausdrückliche Regelung enthalten, nach der die Praxisgebühr auch im Bereich des Basistarifs zu erheben ist. Da allerdings § 12 Abs. 1a Satz 1 VAG allgemein regelt, dass die Vertragsleistungen des Basistarifs in Art, Umfang und Höhe den Leistungen nach dem Dritten Kapitel des SGB V, auf die ein Anspruch besteht, jeweils vergleichbar sein müssen, hat die PKV in ihren Allgemeinen Versicherungsbedingungen für den Basistarif insoweit auch eine Parallele zur Praxisgebühr eingearbeitet, welche der Sache nach der – nunmehr durch das Assistenzpflegebedarfsgesetz aufgehobenen – Regelung in § 28 Abs. 4 SGB V (insbesondere dessen Satz 3 für Kostenerstattungsfälle) entspricht und insoweit vorsieht, dass für jede erste Inanspruchnahme eines (zahn-)ärztlichen Leistungserbringers im Quartal, die nicht aufgrund einer Überweisung aus demselben Quartal erfolgt, ein Zuzahlungsbetrag von 10 Euro vom Erstattungsbetrag abgezogen, von der PKV im Erstattungsfalle also einhalten wird (siehe Abschnitt Tarif BT, A. 3. der Allgemeinen Muster-Versicherungsbedingungen 2009 für den Basistarif, MB/BT 2009).
Da insoweit keine speziell auf die Praxisgebühr zugeschnittenen gesetzlichen Regelungen in VAG und VVG bestanden, gab es auch keine diesbezüglichen Aufhebungen bzw. Änderungen im Zuge des die Praxisgebühr abschaffenden Assistenzpflegebedarfsgesetzes. Die Allgemeinen Versicherungsbedingungen für den Basistarif hingegen sind derzeit noch in der genannten Fassung in Kraft, so dass im Basistarif auf deren Grundlage nach wie vor ein entsprechender Einbehalt von 10 Euro je Quartal erfolgen kann. Es dürfte auch keine Verpflichtung der PKV bestehen, die Versicherungsbedingungen nach Aufhebung des § 28 Abs. 4 SGB V nun dahingehend umzugestalten, dass der betreffende Einbehalt von 10 Euro je Quartal in Zukunft nicht mehr erfolgt, denn der Basistarif muss gemäß dem – unverändert geltenden – § 12 Abs. 1a Satz 1 SGB V lediglich mit dem GKV-Leistungsumfang „vergleichbar“ sein, was nicht unbedingt bedeutet, dass er absolut identisch sein muss.
Die PKV hat es jedoch der gesetzlichen Krankenversicherung gleichgetan und die Praxisgebühr (§ 3 der AVB/BT 2009) abgeschafft.